# Abtei Saint-Pierre (Bèze)
Die ehemalige burgundische Abtei Saint-Pierre und Saint-Paul war ein Benediktinerkloster in der heutigen Gemeinde Bèze und bestand von ihrer Gründung im Jahr 630 bis zur Auflösung nach der Französischen Revolution im Jahr 1791. 
Die Abtei befindet sich heute in Privatbesitz und ist der Öffentlichkeit nur anlässlich der Journées du Patrimoine, den französischen Tagen des offenen Denkmals, zugänglich.

## Geschichte

### Gründung

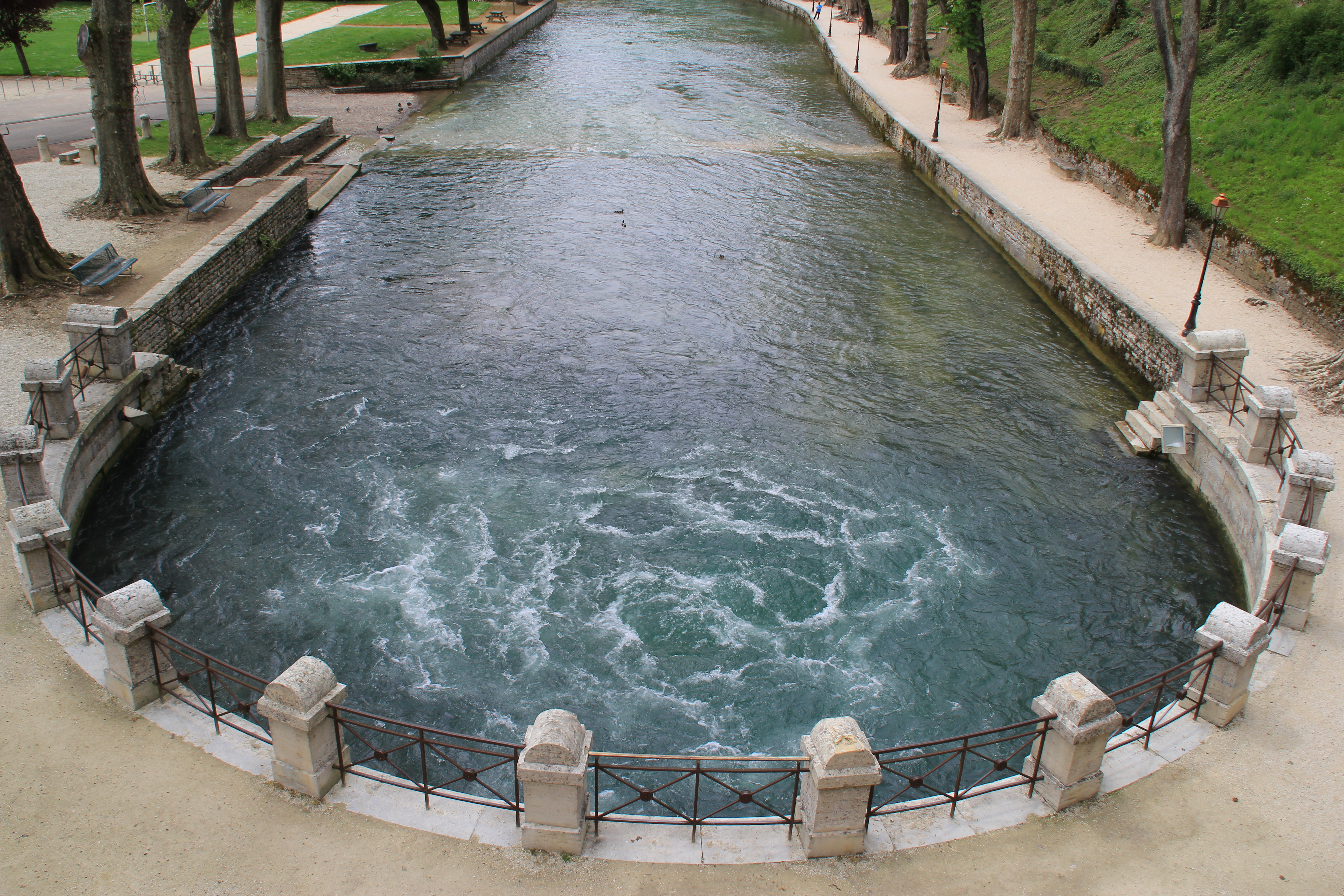
Quelle der Bèze

Nahe einer Quelle, die von den Kelten unter dem Namen Besu als Heilige Quelle verehrt wurde und nach der römischen Eroberung Burgunds die Benennung Fons Besua erhielt, stiftete im Jahr 630 der Dux des Pagus Attoriensis, Amalgar, gemeinsam mit seiner Ehefrau Aquilina auf Eigengut der Familie ein Kloster. 
Die Schenkung geschah zur Buße für die Ermordung des neustrischen Adligen Brodulf, der im selben Jahr auf Betreiben des merowingischen Königs Dagobert I. gemeinschaftlich von Amalgar sowie den beiden burgundischen Großen Arnebert und Willibad erschlagen worden war.
Zum Gründungsabt ihres Klosters bestimmte das Stifterpaar ihren Sohn Waldelenus, der als Zweitgeborener wohl schon früh für den geistlichen Stand vorgesehen war und seine priesterlichen Weihen im Kloster Luxeuil, einer Gründung des heiligen Kolumban, erhielt. Waldelenus leitete den Konvent im Sinne seiner geistlichen Erziehung unter der Regula Columbani und baute das Kloster mit politischer und wirtschaftlicher Unterstützung seiner Eltern zum sakralen Familienzentrum und Grablege der Attoarierherzöge aus.

### Das Kloster im Frühmittelalter

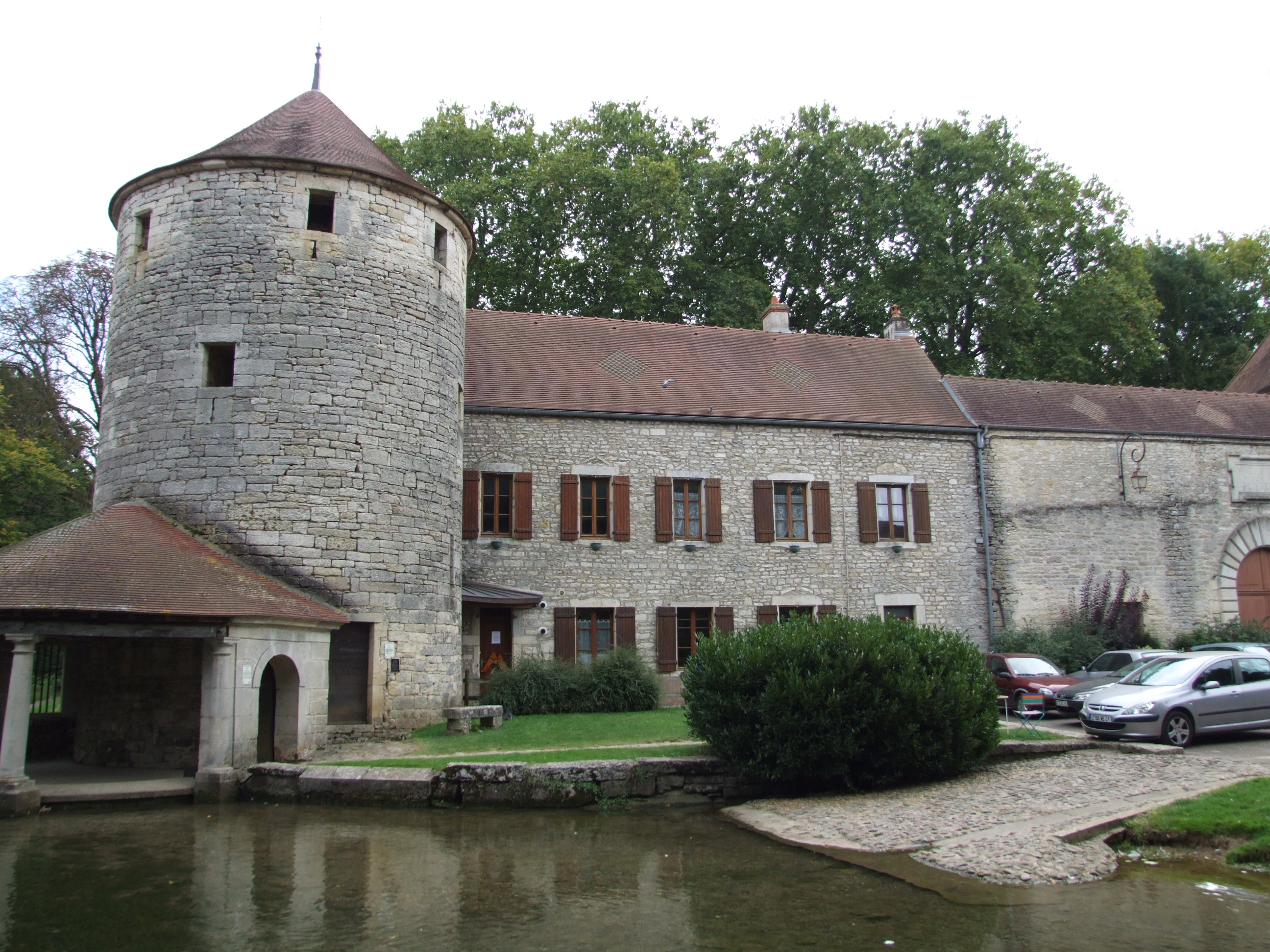
Die Abtei von Bèze heute

Mit Einführung einer Schola Monastica ab 655 war Saint-Pierre eine der ersten Abteien im Frankenreich, die eine eigene Klosterschule unterhielt. Diese befand sich in der Klosteranlage, um die jungen Mönche zu erziehen.
Im Jahr 658 erhielt die Abtei den Besitz des Frauenklosters Saint-Martin in Brégille, heute ein Stadtteil von Besançon, als Schenkung überschrieben. Die Äbtissin, Waldelenus Schwester Adalsind, handelte auf Weisung ihres ältesten Bruders Adalrich, der die Nachfolge Amalagars als Attoarierherzog angetreten hatte und bemüht war, die umfangreichen Schenkungen seiner Eltern an Saint-Martin wieder einzuschränken. Aufgrund der Besitzübertragung kam es mit dem dort ansässigen Adel zu gewaltsamen Auseinandersetzungen, in deren Verlauf die Nonnen aus Brégille vertrieben wurden und Aufnahme in der Abtei von Bèze fanden, die vermutlich bis 731 als Doppelkloster geführt wurde.
675 geriet die Abtei in die Wirren des Bürgerkrieges nach der Ermordung von Childerich II. Amalgars Enkel Eticho, der als Herzog über den Pagus Attoriensis herrschte, stellte sich im Ringen um die Macht im Frankenreich gegen seinen Herrscher, den neustrischen König Theuderich III. Nach dem Sieg Theuderichs wurde Eticho wegen seiner Verbindungen zur austrasischen Seite seines burgundischen Besitzes enthoben; bemerkenswerterweise wurde dieser nicht dem Krongut zugeschlagen, sondern die Familiengüter vollständig der Abtei von Bèze übereignet.
Im Zuge der Sarazeneneinfälle in das Frankenreich wurde das Kloster im Jahr 731 zerstört. Pippin der Jüngere übereignete seinem Halbbruder Remigius von Rouen die Besitztümer der Abtei, was im Mönchskonvent nicht auf Zustimmung stieß – im Nachgang der Auseinandersetzungen mit Remigius verließ schließlich ein Großteil der Mönche Saint-Pierre und schloss sich dem Kloster Luxeuil an. In den Folgejahren kam das mönchische Leben in Bèze vollständig zum Erliegen, bis 826, unter der Regentschaft von Ludwig dem Frommen, die Abtei vom Bischof von Langres, Alberich, neu errichtet und von diesem die Regula Benedicti verbindlich für das Kloster eingeführt wurde.
Führten bereits die zunehmenden Raubzüge der Normannen ab den achtziger Jahren des 9. Jahrhunderts zu einer empfindlichen Beeinträchtigung des klösterlichen 
Lebens, so wurde die Abtei während des Ungarneinfalls im Jahr 937 nochmals vollständig zerstört und blieb für ein halbes Jahrhundert verlassen.
Erst 990, unter dem Abbiat von Wilhelm von Volpiano, wurde das Kloster neuerlich aufgebaut sowie befestigt und entwickelte sich rasch in enger Verbindung mit der benachbarten Abtei Saint-Bénigne im Sinne der Cluniazensischen Reform zu einem Zentrum für Spiritualität und Kultur – so findet sich unter den für das Jahr 1025 nachgewiesenen Konventualen der Historiker und Hagiograph Rodulfus Glaber. 

### Die Zeit des Hoch- und Spätmittelalters

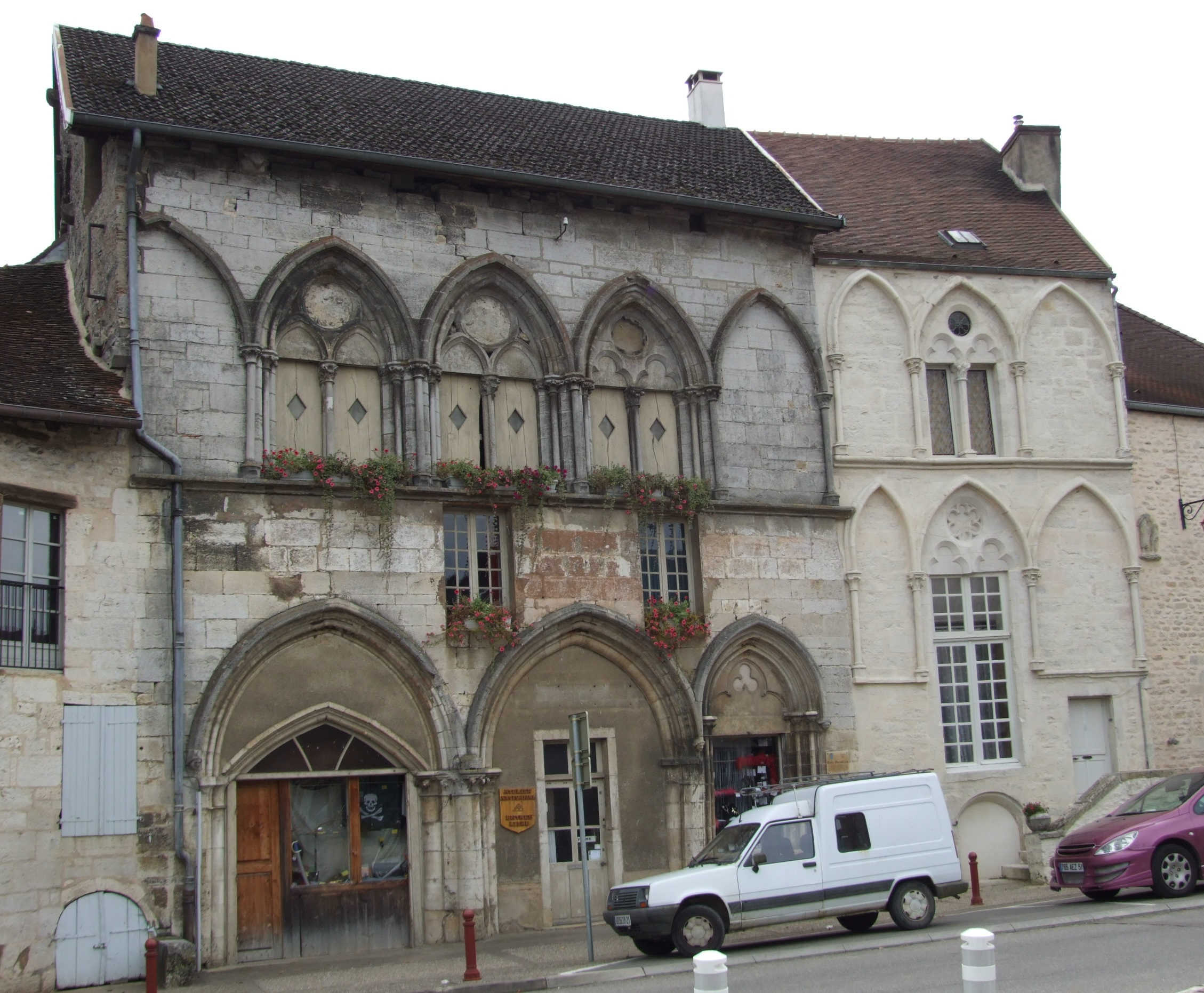
Die Klosterschule des 13. Jahrhunderts

Unter dem Abt Étienne de Joinville blühte das Kloster zum Ende des 11. Jahrhunderts wirtschaftlich auf und die Zahl der Konventualen erhöhte sich auf 150 Mönche. 
Während Joinvilles Abbatiat besuchte Papst Paschalis II. vom 17. bis 19. Februar 1107 die Abtei von Béze und weihte am Tag nach seiner Ankunft in einem Gottesdienst den Hochaltar der Klosteranlage.
Nach einem verheerenden Brand im Jahr 1198 wurde die Abtei neuerlich umgebaut und auch das vorgelagerte Dorf Béze befestigt. Der Abt des Klosters nahm ab 1253 den Titel eines Barons von Béze an – wie in vielen Abteien des christlichen Abendlandes jener Zeit, so stand auch im Kloster Saint-Pierre nicht mehr die Einhaltung der benediktinischen Regeln im Mittelpunkt des mönchischen Lebens, sondern die Mehrung des Eigentums sowie des politischen Einflusses. Da der Abtei zum Ende des 13. Jahrhunderts nicht nur die Ausbildung der Novizen oblag, sondern die Ordensleute zunehmend auch die Erziehung der Kinder der örtlichen Nobilität übernahmen, wurde die alte Klosterschule innerhalb der Abtei aufgelöst und 1280 durch einen Neubau vor den Klostermauern ersetzt.
Im Jahr 1350 wütete die große europäische Pestepidemie, der Schwarze Tod auch in den Mauern des Klosters Saint-Pierre und forderte eine hohe Zahl an Todesopfern – so waren 1379, weit nach Ende der Pandemie von den einst 150 Bewohnern nur noch 12 Mönche in der Abtei übrig geblieben. 
1423, während des Hundertjährigen Krieges, ließ Abt Simon de Torcenay die Abtei befestigen, indem er sie mit einem Wassergraben samt Zugbrücke und einer doppelten Wehrmauer mit zwei Türmen, Tour d'Oysel und Tour de Chaux, zum Schutz von Kloster und Dorf umgab; unter seinem Abbatiat wurde 1425 die erste Schmiede in Béze erbaut.

### Von der Neuzeit bis zur Französischen Revolution
Die umfangreichen Baumaßnahmen des Abtes de Torcenay sowie die kriegerischen Konflikte des 16. und 17. Jahrhunderts brachten die Abtei letztendlich in eine wirtschaftlich bedrohliche Lage. 1513 wurde das Kloster Saint-Pierre während der Italienischen Kriege von den Schweizer Söldnern der Liga besetzt und geplündert, im November 1636 verwüstete während des Dreißigjährigen Krieges ein kaiserliches Heer unter Führung von Matthias Gallas die Abtei und ließ diese in Trümmern zurück. Erst im Jahr 1662 lassen sich wieder 12 Mönche aus der Abtei Saint-Maur in Béze nieder und bauen das zerstörte Kloster wieder auf. 
Der kulturelle und wirtschaftliche Niedergang der Abtei erwies sich jedoch aufgrund der vorrevolutionären Krise des französischen Absolutismus, die in einer dauerhaften Finanznot ihren Ausdruck fand, als unaufhaltsam. Der Wiederaufbau der Gebäude erfolgte wegen fehlender Finanzmittel nur sehr schleppend – so wurde die neue Abteikirche erst im Jahr 1731 durch Jean Bouhier, den Bischof von Dijon, geweiht und die letzten Arbeiten für die Erneuerung der Klosteranlage weitere sieben Jahre später beendet. Eine bischöfliche Revision im Jahr 1768 stellte fest, dass der Konvent der Abtei von Bèze zu dieser Zeit lediglich noch aus 8 Ordensleuten bestand.
Nach dem Ausbruch der Französischen Revolution wurde die Abtei im Mai 1790 als nationales Eigentum requiriert und die beweglichen Klostergüter allesamt veräußert; im Januar 1791 schließlich waren die letzten 3 verbliebenen Mönche gezwungen, ihr Ordenshaus aufzugeben und das Kloster zu verlassen. 
Die verwaiste Abtei wurde im August desselben Jahres an einen Papierfabrikanten aus Langres verkauft, der die Räumlichkeiten bis 1796 als Produktionsstätte für eine industrielle Spinnerei nutzte, danach einen Teil der Gebäude abreißen ließ und die Mauersteine als Baumaterial verkaufte. 1872 schließlich wechselte die Abtei ein letztes Mal den Besitzer, als sie an die Vorfahren der heutigen Eigentümer veräußert wurde.

## Liste der bekannten Äbte des Klosters Saint-Pierre in Bèze
| Abt                  | von  | bis  |
| Waldelenus           | 630  | 630  |
| Bereangus            |      |      |
| Fereolus             |      |      |
| Seraphim             | 828  | 838  |
| Walcaudus            | 838  | 838  |
| Warin                |      |      |
| Teutbert             |      |      |
| Wilhelm von Volpiano | 989  | 1031 |
| Halinard             | 1031 | 1052 |

| Abt                  | von  | bis  |
| Olger                | 1052 | 1052 |
| Odo                  |      |      |
| Wido                 |      |      |
| Gausbert             |      |      |
| Étienne de Joinville | 1088 | 1124 |
| Girard II.           | 1253 | 1253 |
| Girard III.          | 1280 | 1280 |
| Simon de Torcenay    | 1423 | 1444 |
| Charles de Ferrières | 1615 | 1615 |

| Abt               | von  | bis  |
| Jean de Sauvebœuf | 1680 | 1680 |